# Tantilla cuniculator
Tantilla cuniculator este o specie de șerpi din genul Tantilla, familia Colubridae, descrisă de Smith 1939. A fost clasificată de IUCN ca specie cu risc scăzut. Conform Catalogue of Life specia Tantilla cuniculator nu are subspecii cunoscute.